# Strunzite
La strunzite, de formule chimique Mn2+Fe3+2(PO4)2(OH)2 · 6H2O, est un minéral jaune clair du groupe des strunzites, découvert pour la première fois en 1957 par le minéralogiste américain Clifford Frondel (de),. Elle se présente sous forme de bouquet d'aiguilles de cristal ou de feuillets très fins. 
Elle cristallise dans le système triclinique et présente un léger éclat vitreux, une densité de 2,52 et une dureté de 4 sur l'échelle de Mohs. On la récolte en association avec la triphylite, la béraunite, le quartz et la strengite. 
Sa localité type est la pegmatite au sud du village d'Hagendorf (Oberfalz), en Bavière, en Allemagne. 
La strunzite était officieusement connue sous le nom de « moustaches de Frondel » avant d'être officiellement nommée. Son nom honore Karl Hugo Strunz (1910-2006), professeur de minéralogie à l'Université technique de Berlin, auteur d'une classification minéralogique complète, publiée en 1941. La classification de Strunz est basée à la fois sur la chimie et sur la structure cristalline. Il fut aussi l'un des fondateurs de l'Association internationale de minéralogie.
Les gisements de strunzite, dont le nombre dépasse 100, se trouvent dans le monde entier (sauf Russie).